# 甜叶菊
甜叶菊（学名：Stevia rebaudiana）又名甜菊，是菊科甜菊属的一种，原生于南美洲。是生产甜菊糖——一种重要的食用甜味剂及代糖的重要作物。

## 分布
本种原生于巴拉圭及巴西等地，作为经济及药用作物而被引种到世界各地。

## 成分
甜叶菊所含甜味成分有：甜菊苷(stevioside)、甜菊醇二苷(steviolbioside)、甜菊糖雙苷A(rebaudioside A)、甜菊糖雙苷B、甜菊糖雙苷C、甜菊糖雙苷D、杜克苷A(dulcoside A)、甜菊糖雙苷F及其他甜菊醇糖苷類。
甜叶菊也具有苦味，甜菊糖雙苷A被認為是苦味最少，持續餘味輕的成分；此外，苦味也因萃取物中之雜質而來。

## 用途與應用
食用:
甜菊葉片的甜度很高，常作為代糖使用。最常見的用途是替代糖，在飲料、甜點、烘焙食品等中提供甜味，它適用於低糖、無糖或健康飲食中的各種產品。
食品和飲品，甜菊也用於口香糖、能量飲料、無糖糖果等多種產品中。
新鮮或乾燥葉片均可直接使用，在茶飲中加入幾片葉片就會呈現甘甜味道，是一種低熱量、高甜度的天然甜味劑，是食品及藥品工業的原料之一，事作為食用甜味劑及代糖的重要作物。
藥用:
以葉入藥，中藥名為甜葉菊，其性味甘、平，具有生津止渴之效，可降血壓、消渴。
甜菊糖主要有治療糖尿病、控制血糖、降低血壓、抗腫瘤、抗腹瀉、提高免疫力，促進新陳代謝等作用，對控制肥胖症、調節胃酸、恢復神經疲勞有很好的功效，可消除蔗糖的副作用。
也有避孕的效果，懷孕婦女要避免使用甜菊糖或甜菊葉。
保養品:
天然護膚品市場的興起，甜菊也逐漸被應用於面霜、乳液等產品中，具有抗衰老和抗氧化的作用。
甜葉菊富含甜菊糖苷，對皮膚具有持久的滋養和保濕作用。它的葉子還含有類黃酮，可保護植物免受太陽輻射的有害影響。當將這些類黃酮塗在皮膚上時，它們具有抗自由基特性，可抵抗膠原纖維的改變，從而減緩衰老。
動物飼料添加物:
亦可飼料用，甜菊葉渣中含營養成分、微量元素豐富，是很好的飼料原料，可加工成飼料餵食牲畜，治療畜會食慾不振、乏力、生長緩慢、不發情、下痢和呼吸道不暢等疾病，亦可提高奶質和肉質等。
如餵奶牛、奶羊，可增加奶甜度，提高奶質和奶中微量元素、氨基酸等物質的含量；添加到禽類飼料，可預防禽類腹瀉等，調節禽類消化功能，並能提高產蛋率；增進家畜、賽馬和寵物的食慾、治瘵慢性疾病，促進仔豬及肉用雞的生長發育。
作為有機肥料:
甜菊殘渣中除了有機質含量高，尚含有鈣和鎂等礦物質，可作為有機肥料改良培肥土壤。